# ハツカネズミの時間
『ハツカネズミの時間』（ハツカネズミのじかん）は、冬目景による漫画。『モーニング』（講談社）において2004年から連載開始し、『月刊アフタヌーン』（同）に移籍して2008年まで連載された。単行本は全4巻。

## あらすじ
世界から隔絶された、私立蒼崚学園。「優秀な人間を育てるために国が資金援助をして設立した」と生徒達には教えられているが、米軍基地領内のため一般の人は学園の存在すら知らない。また、現在鳴沢製薬がこの学園を管理しており、ここで新薬の臨床試験をしている。そんな隔絶された学園に転校生が来る。

## 登場人物
高野槙（たかの まき）
主人公の少年。色盲である。転校生の桐子に見覚えがあり、彼女にそのことを詰問するうちに、彼女の脱出を助けることになる。彼女とともに脱走しようとしたことがあったが、彼は逃げず、体の弱い茗とともに学園に残った。
氷夏桐子（ひなつ きりこ）
ある日、学園に転校してきた少女。学園から逃亡して梛の元で過ごすが、警察に補導され学園に連れ戻されたことがある。再び、学園からの逃亡を試みる。
室樹棗（むろき なつめ）
槙の友達の一人。学園から脱走しようとして捕まり、謹慎する。自作小説を書いている。
新山椋（あらやま りょう）
槙の友達の一人。冷静で知的、勘が非常に鋭く、雨が降るのが分かるなど変わった能力が有る。
園倉茗（そのくら めい）
槙の友達の一人。肌や髪の色が薄く体が弱い。槙たちに妹の様に面倒を見てもらっており、そのせいか依存心が強く精神的にも弱い。また、瞳の色が左右で違う。
梛（ナギ）
脱走した桐子の親代わりだった人物。自身も学園に所属しており12歳の時に脱走。鳴沢製薬と深い関わりがある。
檀（まゆみ）
木綿子（ゆうこ）
三夜（みや）
アヤコ

## 書誌情報
- 冬目景 『ハツカネズミの時間』 講談社〈アフタヌーンKC〉、全4巻
  1. 2005年5月25日発売[1]、ISBN 978-4-06-314379-9
  2. 2006年4月21日発売[2]、ISBN 978-4-06-314410-9
  3. 2007年6月22日発売[3]、ISBN 978-4-06-314456-7
  4. 2008年4月23日発売[4]、ISBN 978-4-06-314501-4